# Équipe de France féminine de rugby à XV
Pour les articles homonymes, voir Équipe de France de rugby et Équipe de France.
L'équipe de France féminine de rugby à XV, appelée aussi XV de France féminin de son nom officiel, est l'équipe nationale qui représente la France dans les compétitions internationales féminines de rugby à XV sous l'égide de la Fédération française de rugby.

## Histoire
Par la volonté d'Henry Fléchon, président de l'Association française de rugby féminin et son équipe dirigeante, de voir les premiers échanges internationaux entre clubs se poursuivre par des rencontres internationales, le premier match a lieu aux Pays-Bas en 1982. La France encadrée par Leterre et Izoard l'emporte à Utrecht. Si la dotation en équipement offerte par la FFR est remise par monsieur Bory, membre de la Fédération, les filles vont coudre un écusson tricolore... Les Italiennes puis les Britanniques constituent leur équipe nationale. Une Coupe d'Europe avec ces quatre formations a lieu à Bourg-en-Bresse en 1988 et les tricolores remportent le trophée en l'honneur de Henry Fléchon, décédé en 1986[réf. nécessaire].
Après l'intégration des féminines à la FFR en juillet 1989, les membres du dernier comité directeur de la FFRF font pression sur la FFR pour qu'une équipe de France participe à la première Coupe du monde à Cardiff en 1991. Wanda Noury est manageur alors que Céline Bernard et Jean-Pierre Puidebois encadrent l'équipe qui se classe troisième.
En 1999, un tournoi des cinq nations est créé, élargi à six nations en 2002. Un championnat d'Europe est aussi disputé. La France a également eu par période une équipe de France A, mais l'effort porte désormais sur la sélection des moins de 20 ans. Une équipe de France à VII dispute également des rencontres internationales.
Lors de la Coupe du monde 2010, l'encadrement est composé de Nathalie Janvier (cheffe de délégation), Francis Cadène (manageur), Nathalie Amiel et Christian Galonnier (entraineurs). En 2011, Annick Hayraud remplace Francis Cadène au poste de manageur.
En 2016, un nouveau staff est composé de Nathalie Janvier (chef de délégation), Karl Janik (manageur), Jean-Michel Gonzalez et Philippe Laurent (entraineurs). Les Bleues remportent le Tournoi des Six Nations 2016 après avoir battu l'Angleterre à Vannes sur le score de 17 à 12, ne concédant qu'une défaite face au pays de Galles par 18 à 8.
À la fin de l'année 2016, le duo d'entraineurs formé par Jean-Michel Gonzalez et Philippe Laurent est renvoyé par la nouvelle direction de la FFR. Cette période voit aussi le retour, au poste de manageur de l'équipe, d'Annick Hayraud après son élection au comité directeur de la FFR. Samuel Cherouk, entraineur des espoirs de l'ASM Clermont Auvergne, remplace le duo. Il est accompagné d'Olivier Lièvremont.
Lors du Tournoi des Six Nations 2017, l'équipe de France termine à la troisième place derrière l'Angleterre et l'Irlande, avec deux défaites contre celles-ci. Au mois d'août, la France dispute la Coupe du monde en Irlande. Les Bleues sortent invaincues de leur poule, où figurent également le Japon, l'Australie et l'Irlande.
Elles échouent à se qualifier en finale après une défaite 20 à 3 contre l'Angleterre,
mais accrochent la troisième place face aux États-Unis sur le score de 31 à 23.
La compétition permet aussi à la France de passer au rang de troisième nation mondiale au classement World Rugby et de dépasser le Canada.
Dans le Tournoi des Six Nations 2018, les Bleues réussissent le Grand Chelem. Dans la tournée d'automne, elles affrontent les Blacks Ferns de Nouvelle-Zélande, championnes du monde en titre. Le 9 novembre 2018, à Toulon, les Françaises perdent le premier test par 0 à 14. Mais, le 17 novembre, au stade des Alpes de Grenoble, elles prennent leur revanche sur la marque de 30 à 27. C'est leur première victoire officielle face aux Néo-Zélandaises. Ce mois-là, quatre Françaises figurent parmi les cinq femmes nommées par World Rugby pour le titre de joueuse de l'année : Pauline Bourdon, Gaëlle Hermet, Safi N'Diaye et Jessy Trémoulière. Cette dernière remporte la récompense. Toujours en novembre, 24 joueuses signent un contrat fédéral à mi-temps, qui doit leur permettre de libérer du temps pour améliorer leurs performances.
Dans le cadre de la tournée d'automne, le 13 novembre 2021, les Bleues battent (38-13) en match amical les Black Ferns, championnes du monde en titre depuis 2017, au stade du Hameau de Pau. Une semaine plus tard, une deuxième confrontation est organisée au stade Pierre-Fabre de Castres où les Bleues battent encore les Black Ferns (29-7).

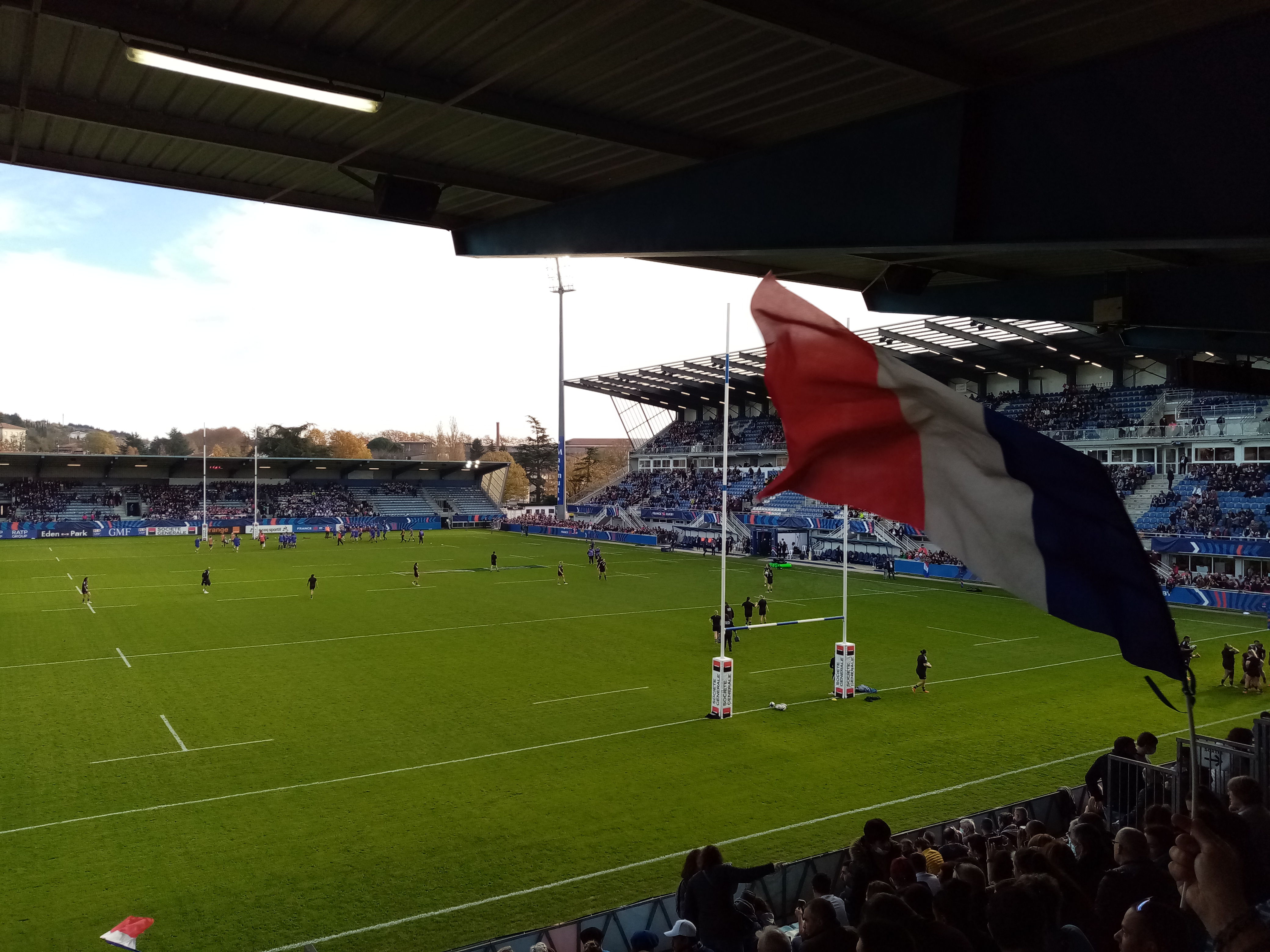
Avant-match à Castres entre la France et les Black Ferns.
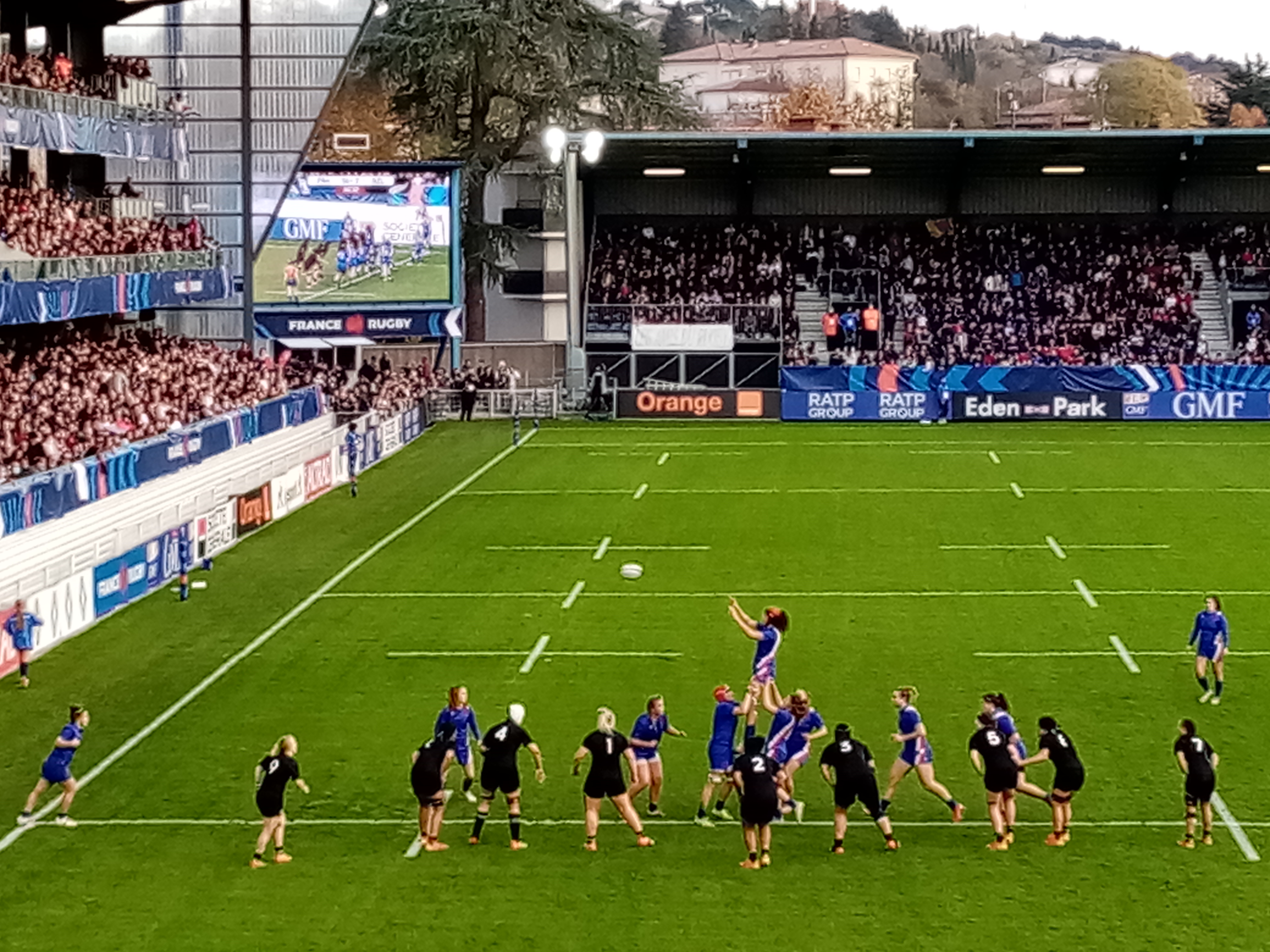
Lancer en touche des Françaises au stade Pierre Fabre.
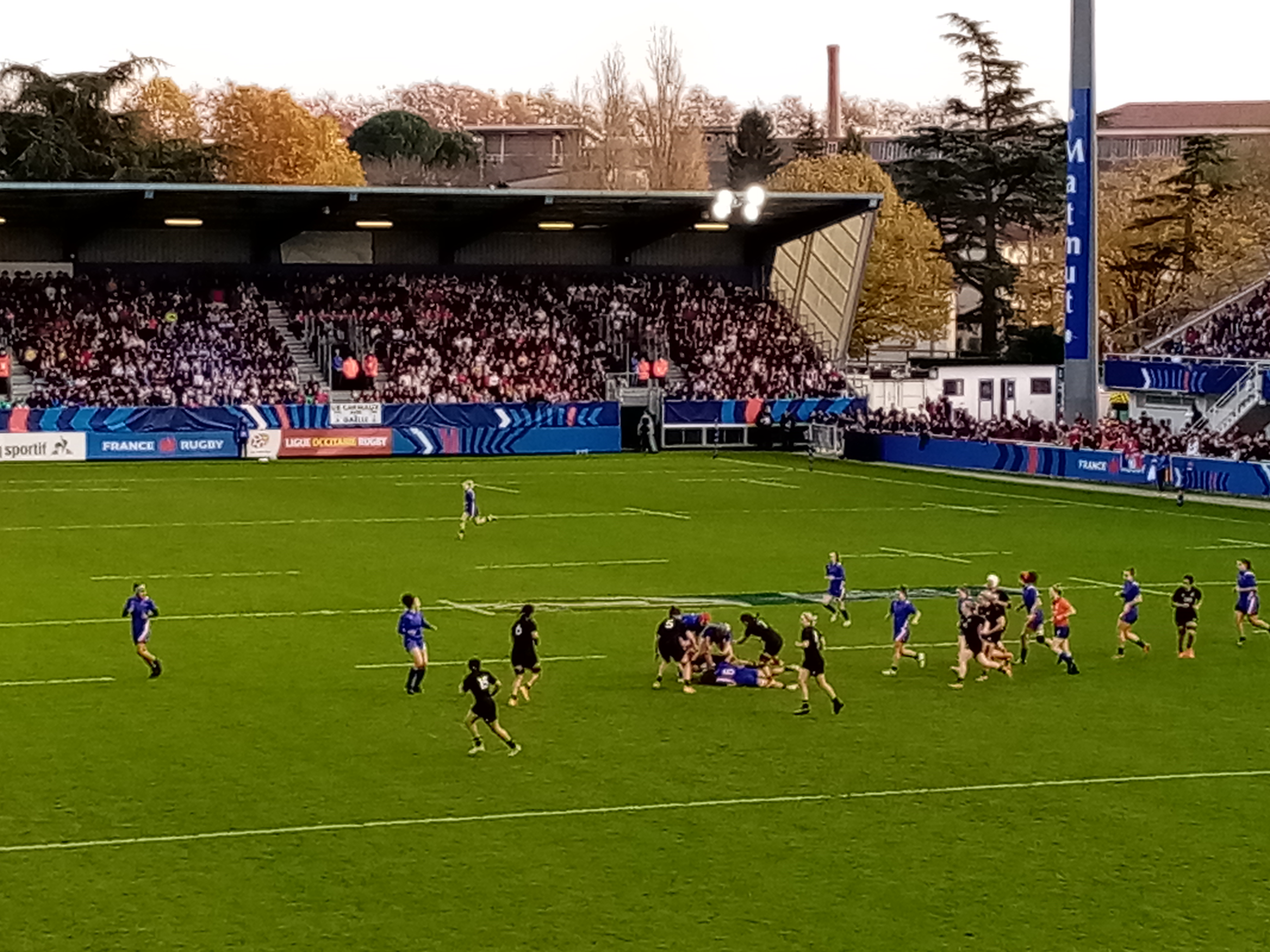
Offensive des Bleues face aux Black Ferns au milieu de la pelouse castraise.

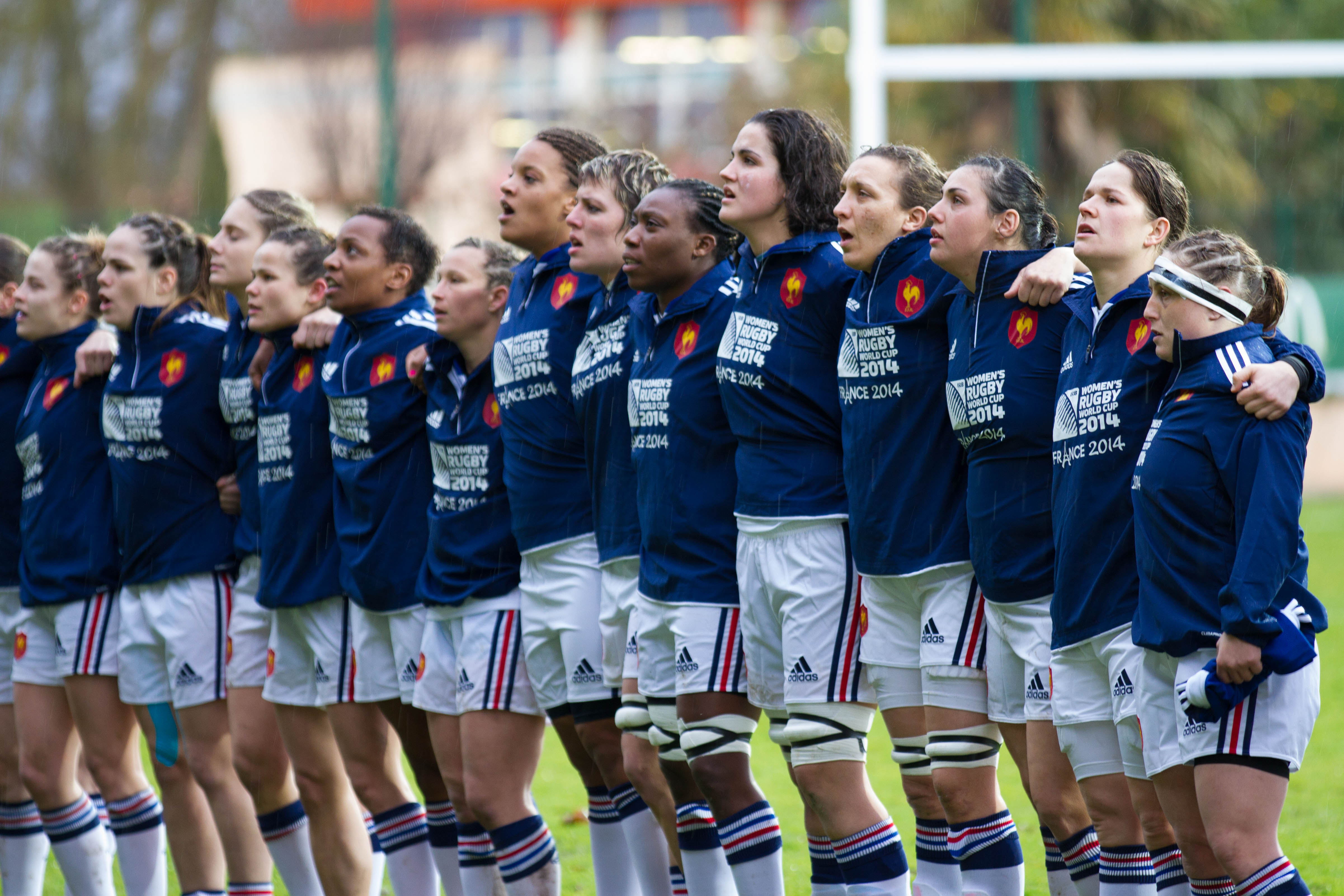
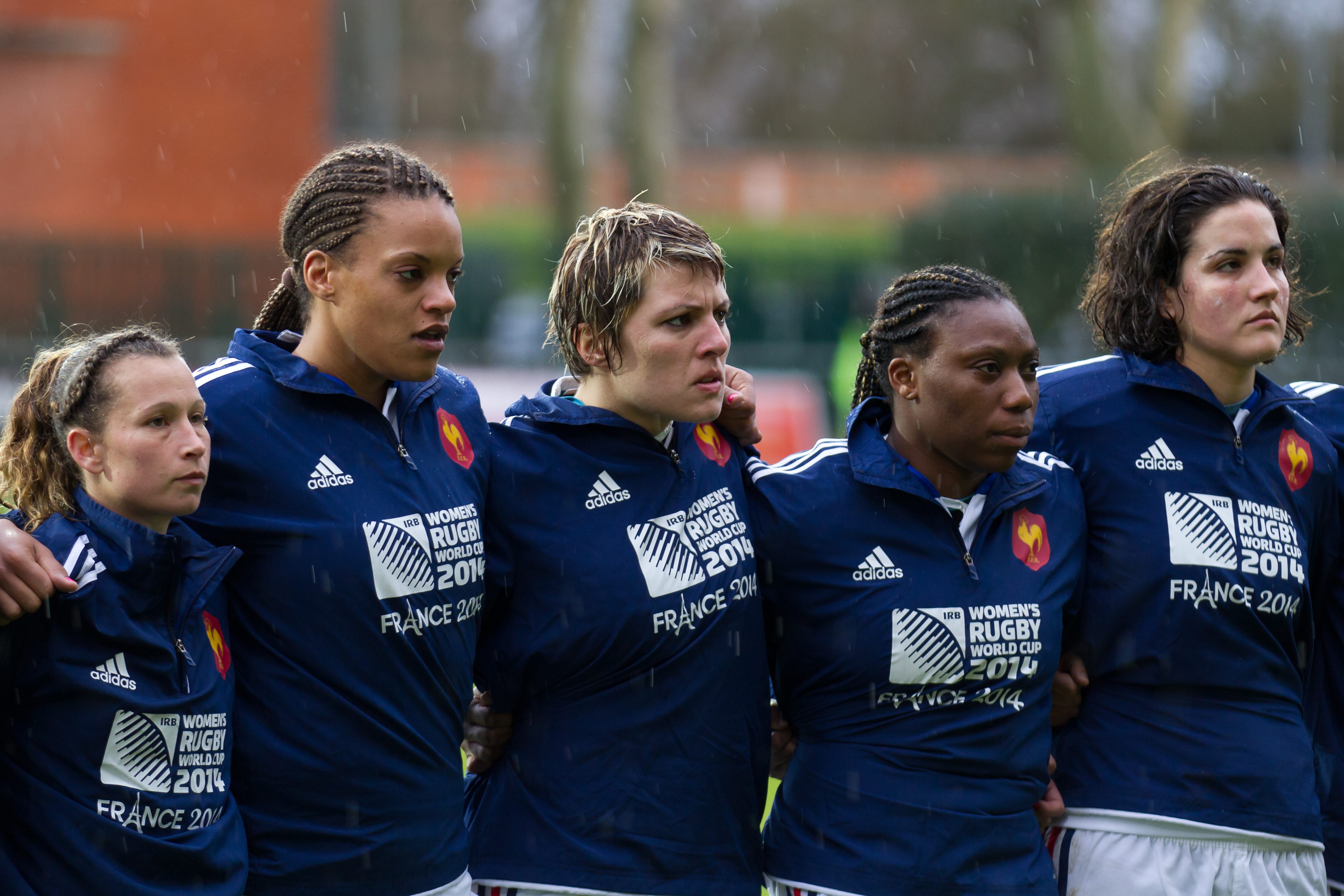
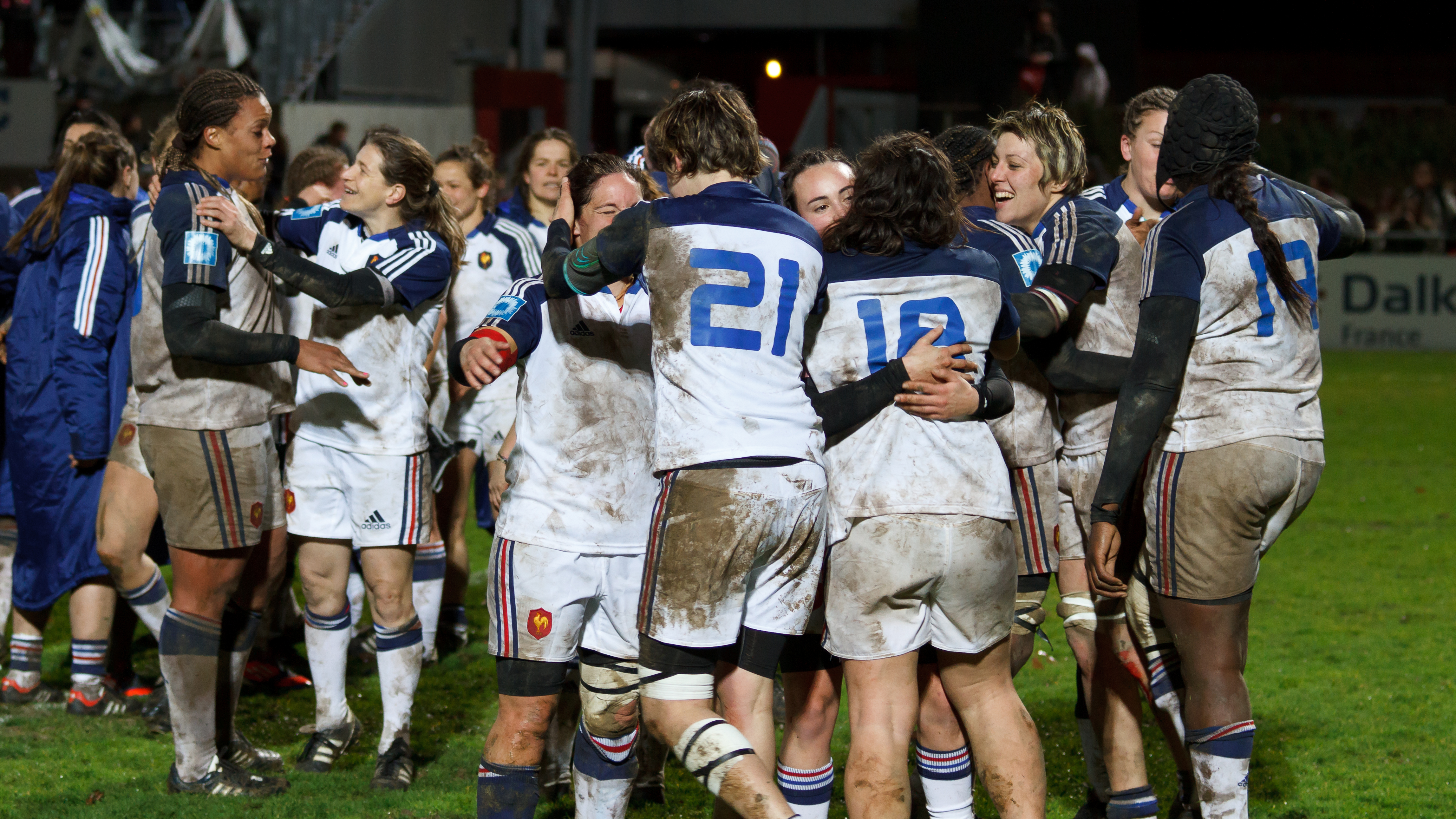

## Composition et préparation du XV de France
La liste suivante indique les joueuses convoqués pour participer à la Coupe du monde jouée en 2022.
| Nom                            | Naissance (âge)  | Sélections (Pts marqués) | Club                         | Première sélection |
| Piliers                        | Piliers          | Piliers                  | Piliers                      | Piliers            |
| ------------------------------ | ---------------- | ------------------------ | ---------------------------- | ------------------ |
| Rose Bernadou                  | 23 mars 2000     | 8 (?)                    | Montpellier Hérault rugby    | 2020               |
| Yllana Brosseau                | 5 septembre 2000 | 6 (?)                    | Stade bordelais              | 2020               |
| Annaëlle Deshayes              | 16 mars 1996     | 34 (?)                   | Stade bordelais              | 2016               |
| Clara Joyeux                   | 10 janvier 1998  | 32 (?)                   | Blagnac rugby féminin        | 2019               |
| Assia Khalfaoui                | 24 mars 2001     | 4 (?)                    | Stade bordelais              | 2022               |
| Coco Lindelauf                 | 17 janvier 2001  | 9 (?)                    | Blagnac rugby féminin        | 2021               |
| Talonneurs                     |                  |                          |                              |                    |
| Célia Domain                   | 29 avril 2000    | 4 (?)                    | Blagnac rugby féminin        | 2018               |
| Agathe Sochat                  | 21 mai 1995      | 37 (?)                   | Stade bordelais              | 2016               |
| Laure Touyé                    | 12 mai 1996      | 22 (?)                   | Montpellier Hérault rugby    | 2019               |
| Deuxième ligne                 |                  |                          |                              |                    |
| Madoussou Fall                 | 17 mars 1998     | 18 (5)                   | Stade bordelais              | 2019               |
| Céline Ferer                   | 21 juin 1991     | 54 (?)                   | Stade toulousain             | 2015               |
| Safi N'Diaye                   | 16 juin 1988     | 86 (?)                   | Montpellier Hérault rugby    | 2012               |
| Troisième ligne aile et centre |                  |                          |                              |                    |
| Julie Annery                   | 12 juin 1995     | 26 (?)                   | Stade bordelais              | 2015               |
| Charlotte Escudero             | 26 décembre 2000 | 1 (?)                    | Blagnac rugby féminin        | 2022               |
| Manae Feleu                    | 3 février 2000   | 3 (?)                    | FC Grenoble                  | 2020               |
| Gaëlle Hermet                  | 12 juin 1996     | 45 (?)                   | Stade toulousain             | 2016               |
| Émeline Gros                   | 19 août 1995     | 18 (?)                   | FC Grenoble                  | 2017               |
| Marjorie Mayans                | 17 novembre 1990 | 48 (?)                   | Blagnac rugby féminin        | 2011               |
| Romane Ménager                 | 26 juillet 1996  | 50 (?)                   | Montpellier Hérault rugby    | 2016               |
| Demi de mêlée                  |                  |                          |                              |                    |
| Pauline Bourdon                | 4 novembre 1995  | 39 (?)                   | Stade toulousain             | 2015               |
| Alexandra Chambon              | 2 août 2000      | 6 (?)                    | FC Grenoble                  |                    |
| Laure Sansus                   | 21 juin 1994     | 30 (?)                   | Stade toulousain             | 2016               |
| Demi d'ouverture               |                  |                          |                              |                    |
| Caroline Drouin                | 7 juillet 1996   | 26 (?)                   | Stade rennais rugby          | 2017               |
| Carla Arbez                    | 24 mai 1999      | 1 (?)                    | Stade bordelais              | 2023               |
| Centre                         |                  |                          |                              |                    |
| Maëlle Filopon                 | 26 mai 1997      | 15 (?)                   | Stade toulousain             | 2016               |
| Chloé Jacquet                  | 17 avril 2002    | 10 (?)                   | Lyon olympique universitaire |                    |
| Gabrielle Vernier              | 2 juin 1997      | 26 (?)                   | Blagnac rugby féminin        | 2018               |
| Ailier - Arrière               |                  |                          |                              |                    |
| Emilie Boulard                 | 23 août 1999     | 13 (?)                   | Blagnac rugby féminin        | 2021               |
| Joanna Grisez                  | 5 octobre 1993   | 0 (0)                    | AC Bobigny 93 rugby          | -                  |
| Mélissande Llorens             | 18 juin 2002     | 5 (?)                    | Blagnac rugby féminin        | 2021               |
| Marine Ménager                 | 26 juillet 1996  | 31 (?)                   | Montpellier Hérault rugby    | 2016               |
| Jessy Trémoulière              | 29 juillet 1992  | 71 (?)                   | ASM Romagnat                 | 2011               |

### Encadrement
| Période                   | Chef de délégation | Manager        | Entraîneur principal                              | Entraîneur adjoint                                |                                                   |
| ------------------------- | ------------------ | -------------- | ------------------------------------------------- | ------------------------------------------------- | ------------------------------------------------- |
| 1991                      |                    | Wanda Noury    | Jean-Pierre Puidebois et Céline Bernard           | Jean-Pierre Puidebois et Céline Bernard           |                                                   |
| 1997-2002                 | Wanda Noury        | Wanda Noury    | Daniel Dupouy                                     |                                                   |                                                   |
| 2003-2006                 | Wanda Noury        | Francis Cadène | Benoît Oszustowicz et Philippe Laurent            | Benoît Oszustowicz et Philippe Laurent            |                                                   |
| 2007-2009                 | Wanda Noury        | Francis Cadène | Roland Puig et Matthieu Codron                    | Roland Puig et Matthieu Codron                    |                                                   |
| 2010                      | Nathalie Janvier   | Francis Cadène | Nathalie Amiel                                    | Christian Galonnier                               |                                                   |
| 2011-2014                 | Nathalie Janvier   | Annick Hayraud | Nathalie Amiel                                    | Christian Galonnier                               |                                                   |
| 2015-2016                 | Nathalie Janvier   | Karl Janik     | Jean-Michel Gonzalez et Philippe Laurent,         | Jean-Michel Gonzalez et Philippe Laurent,         |                                                   |
| janvier - juin 2017       | Jérôme Brousse     | Annick Hayraud | Samuel Cherouk                                    | Olivier Lièvremont                                |                                                   |
| juillet 2017 - mai 2019   | Laurence Benoist   | Annick Hayraud | Samuel Cherouk                                    | Olivier Lièvremont                                |                                                   |
| mai 2019 - juillet 2021   | Laurence Benoist   | Annick Hayraud | Samuel Cherouk                                    | Stéphane Eymard                                   |                                                   |
| juillet 2021 - avril 2022 | Laurence Benoist   | Annick Hayraud | Thomas Darracq, Samuel Cherouk et Stéphane Eymard | Thomas Darracq, Samuel Cherouk et Stéphane Eymard | Thomas Darracq, Samuel Cherouk et Stéphane Eymard |
| mai 2022 - décembre 2022  | Laurence Benoist   | Annick Hayraud | Thomas Darracq                                    | Gaëlle Mignot et David Ortiz                      |                                                   |
| À partir de janvier 2023  | -                  | -              | Gaëlle Mignot et David Ortiz                      | Sylvain Mirande                                   |                                                   |

Encadrement de l'équipe de France en place
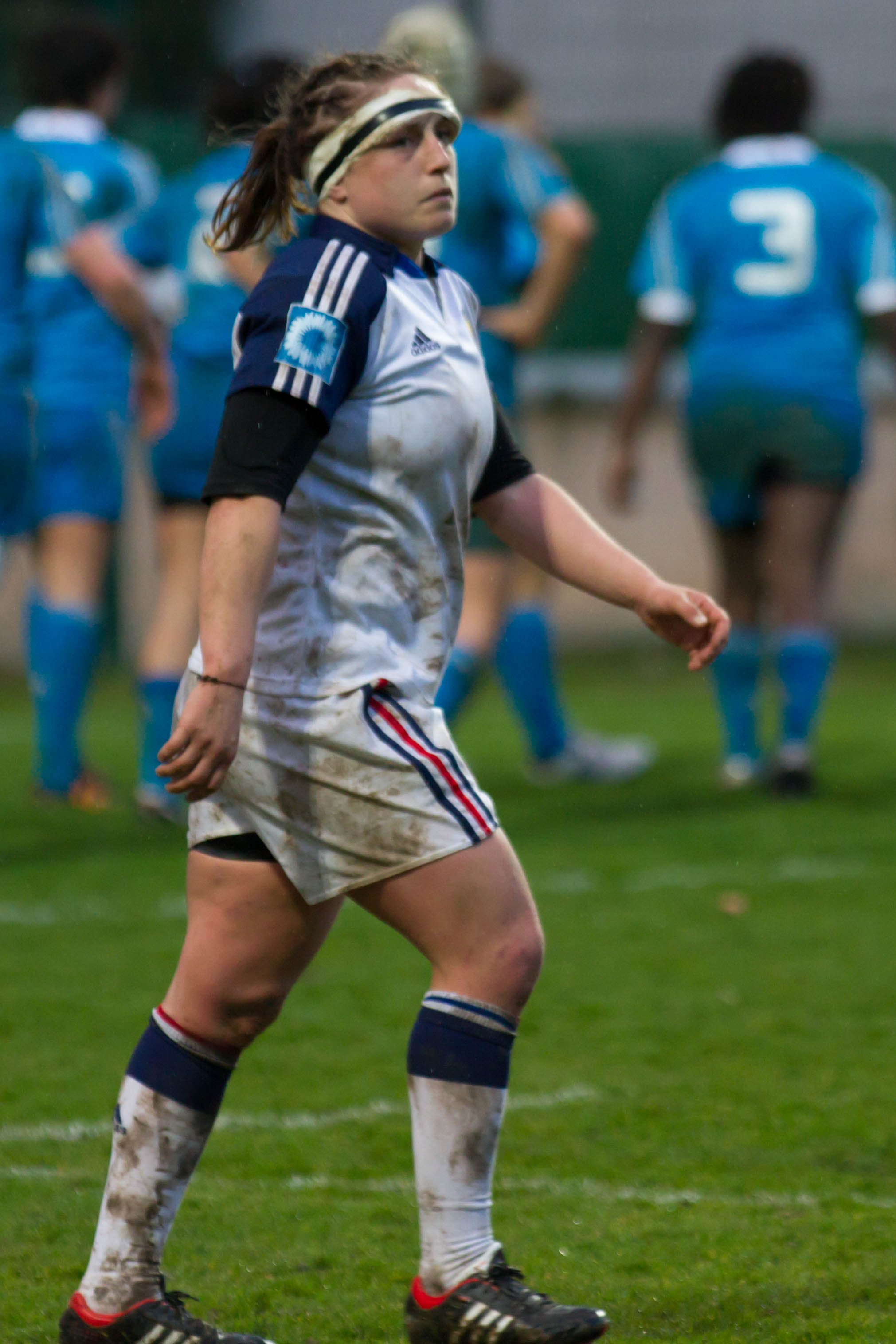
Gaëlle Mignot, ci-contre en 2014.
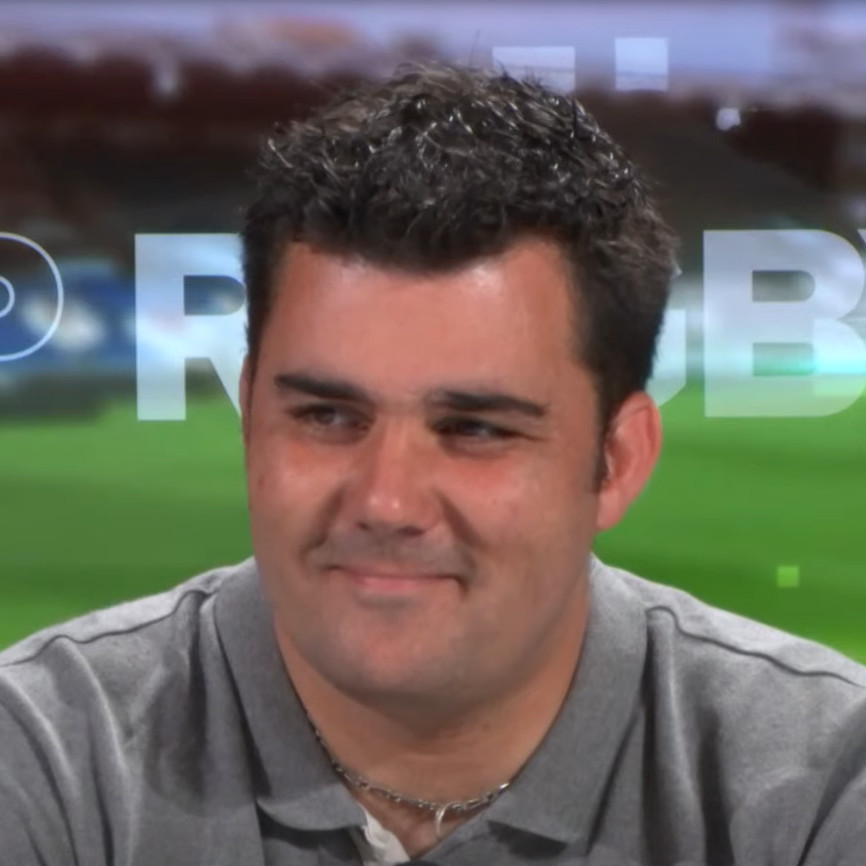
David Ortiz, ci-contre en 2019.
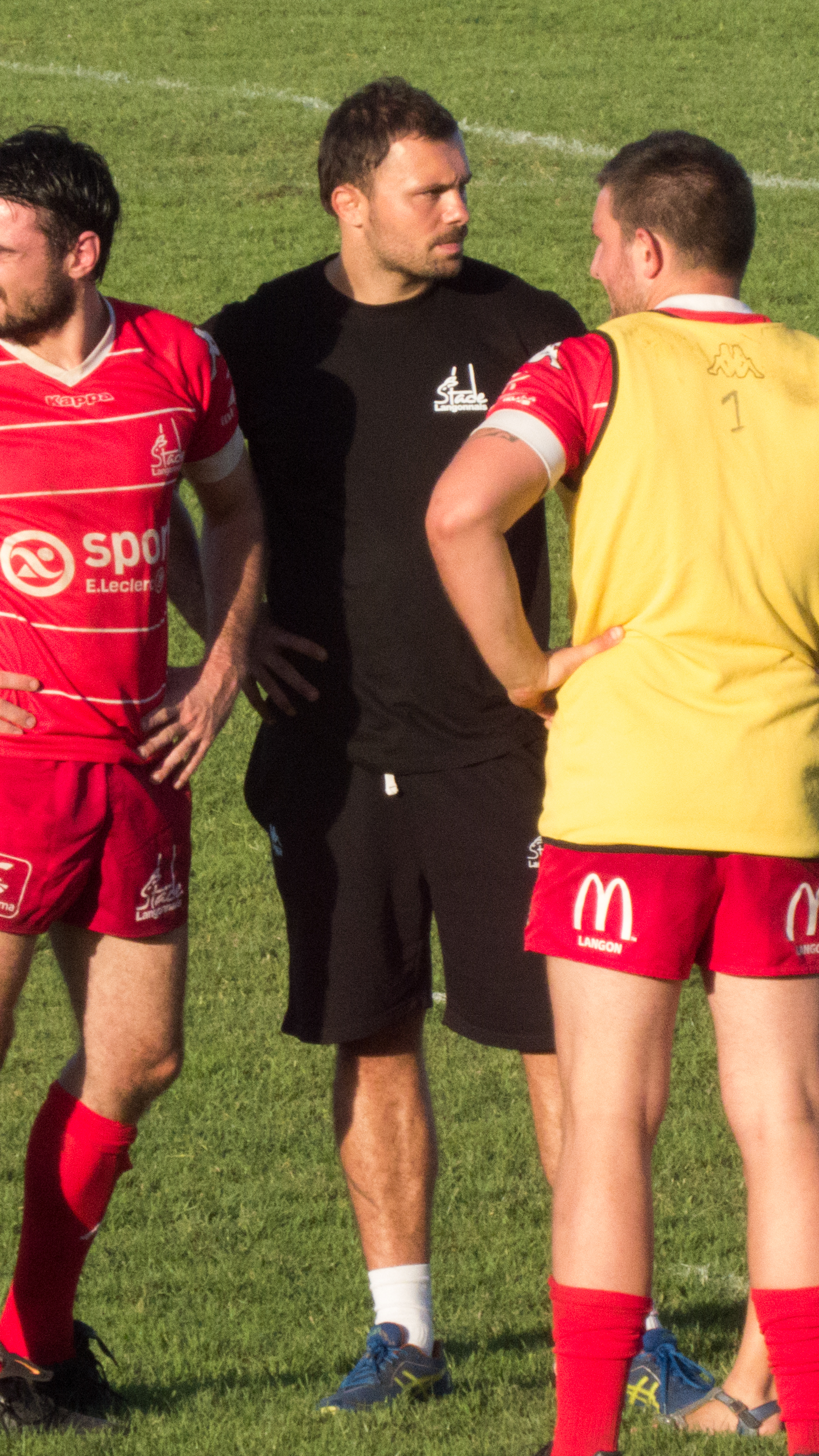
Sylvain Mirande, ci-contre en 2018.

### Capitaines
- Annick Hayraud (1996-1998)
- Odile Sorel (2002-2003[17])
- Stéphanie Provost (2003-2004[17])
- Estelle Sartini (2005[18]-2008[17])
- Sandra Rabier (2009-2010[17])
- Marie-Alice Yahé (2011-2013)
- Gaëlle Mignot (2014-2017)
- Gaëlle Hermet (2017-2022)
- Audrey Forlani (Tournoi des Six Nations 2023)
- Manae Feleu (2023-)[19]
- Marine Ménager (2024-)[19]

### Joueuses emblématiques
- Audrey Abadie
- Sandrine Agricole
- Nathalie Amiel
- Manon André
- Lise Arricastre
- Julie Billes
- Maylis Bonnin
- Cyrielle Bouisset
- Pauline Bourdon
- Camille Cabalou
- Patricia Carricaburu
- Christelle Chobet
- Lénaïg Corson
- Catherine Devillers
- Coumba Diallo
- Wendy Divoux
- Koumiba Djossouvi
- Christelle Le Duff
- Lætitia Estève
- Annette Fenoll
- Audrey Forlani
- Chantal Garat
- Fanny Gelis
- Sylvie Girard
- Lucille Godiveau (en)
- Fanny Griselin
- Céline Héguy
- Annick Hayraud
- Danièle Irazu
- Assa Koïta
- Marjorie Mayans
- Gaëlle Mignot
- Romane Ménager
- Safi N'Diaye
- Carla Neisen
- Sophie Pin
- Delphine Plantet
- Magvenn Poupart
- Élodie Portaries
- Stéphanie Provost
- Julie Pujol
- Élodie Poublan
- Sandra Rabier
- Pauline Raymond
- Delphine Roussel
- Aline Sagols
- Laetitia Salles
- Laure Sansus
- Estelle Sartini
- Cécilia Saubusse
- Fabienne Saudin
- Jessy Trémoulière
- Jennifer Troncy
- Aurélie Vernhet
- Marie-Alice Yahé

## Palmarès
- Championnat d'Europe : 1988, 1996, 1999, 2000 et 2004 (année de Grand Chelem)
- Tournoi des Six Nations : 2002, 2004, 2005, 2014, 2016 et 2018 (cinq Grands Chelems, 2016 excepté).

| Édition | Victoires | Défaites | Bilan        |
| ------- | --------- | -------- | ------------ |
| 1999    | 3         | 1        | 2e           |
| 2000    | 3         | 1        | 2e           |
| 2001    | 2         | 2        | 2e           |
| 2002    | 5         | 0        | Grand Chelem |
| 2003    | 3         | 2        | 3e           |
| 2004    | 5         | 0        | Grand Chelem |
| 2005    | 5         | 0        | Grand Chelem |
| 2006    | 3         | 2        | 3e           |
| 2007    | 4         | 1        | 2e           |
| 2008    | 3         | 2        | 3e           |
| 2009    | 3         | 2        | 4e           |
| 2010    | 3         | 2        | 2e           |
| 2011    | 4         | 1        | 2e           |
| 2012    | 4         | 1        | 2e           |
| 2013    | 3         | 2        | 2e           |
| 2014    | 5         | 0        | Grand Chelem |
| 2015    | 4         | 1        | 2e           |
| 2016    | 4         | 1        | 1re          |
| 2017    | 3         | 2        | 3e           |
| 2018    | 5         | 0        | Grand Chelem |
| 2019    | 3         | 2        | 3e           |
| 2020    | 2         | 1        | 2e           |
| 2021    | 2         | 1        | 2e           |
| 2022    | 4         | 1        | 2e           |
| 2023    | 4         | 1        | 2e           |
| 2024    | 4         | 1        | 2e           |
| 2025    | 4         | 1        | 2e           |

| Édition | Lieu(x)          | Bilan |
| ------- | ---------------- | ----- |
| 1991    | Pays de Galles   | 3e    |
| 1994    | Écosse           | 3e    |
| 1998    | Pays-Bas         | 8e    |
| 2002    | Espagne          | 3e    |
| 2006    | Canada           | 3e    |
| 2010    | Angleterre       | 4e    |
| 2014    | France           | 3e    |
| 2017    | Irlande          | 3e    |
| 2022    | Nouvelle-Zélande | 3e    |
| 2025    | Angleterre       |       |

| Édition | Lieu(x)    | Bilan |
| ------- | ---------- | ----- |
| 2016    | États-Unis | 3e    |
| 2019    | États-Unis | 3e    |

## Record de sélection
| # | Joueuse            | Poste                                    | Dates d'activité | Nombres de sélections |
| - | ------------------ | ---------------------------------------- | ---------------- | --------------------- |
| 1 | Laetitia Salles    | Talonneur                                | 2003-2014        | 92                    |
| 2 | Safi N'Diaye       | Troisième ligne centre ou deuxième ligne | 2012-2022        | 91                    |
| 3 | Estelle Sartini    | Demi d'ouverture                         | 1995-2008        | 90                    |
| 4 | Sandrine Agricole  | Centre ou demi d'ouverture               | 2004-2014        | 84                    |
| 5 | Jessy Trémoulière  | Arrière                                  | 2011-2023        | 78                    |
| 5 | Stéphanie Provost  | Demi de mêlée                            | 1994-2005        | 77                    |
| 7 | Danièle Irazu      | Pilière                                  | 1995-2007        | 76                    |
| 8 | Lise Arricastre    | Pilière                                  | 2011-2020        | 73                    |
| 9 | Christelle Le Duff | Demi d'ouverture                         | 2001-2017        | 70                    |
| 9 | Élodie Poublan     | Arrière                                  | 2009-2017        | 70                    |
| 9 | Gaëlle Mignot      | Talonneur                                | 2010-2018        | 70                    |